# 風獅爺

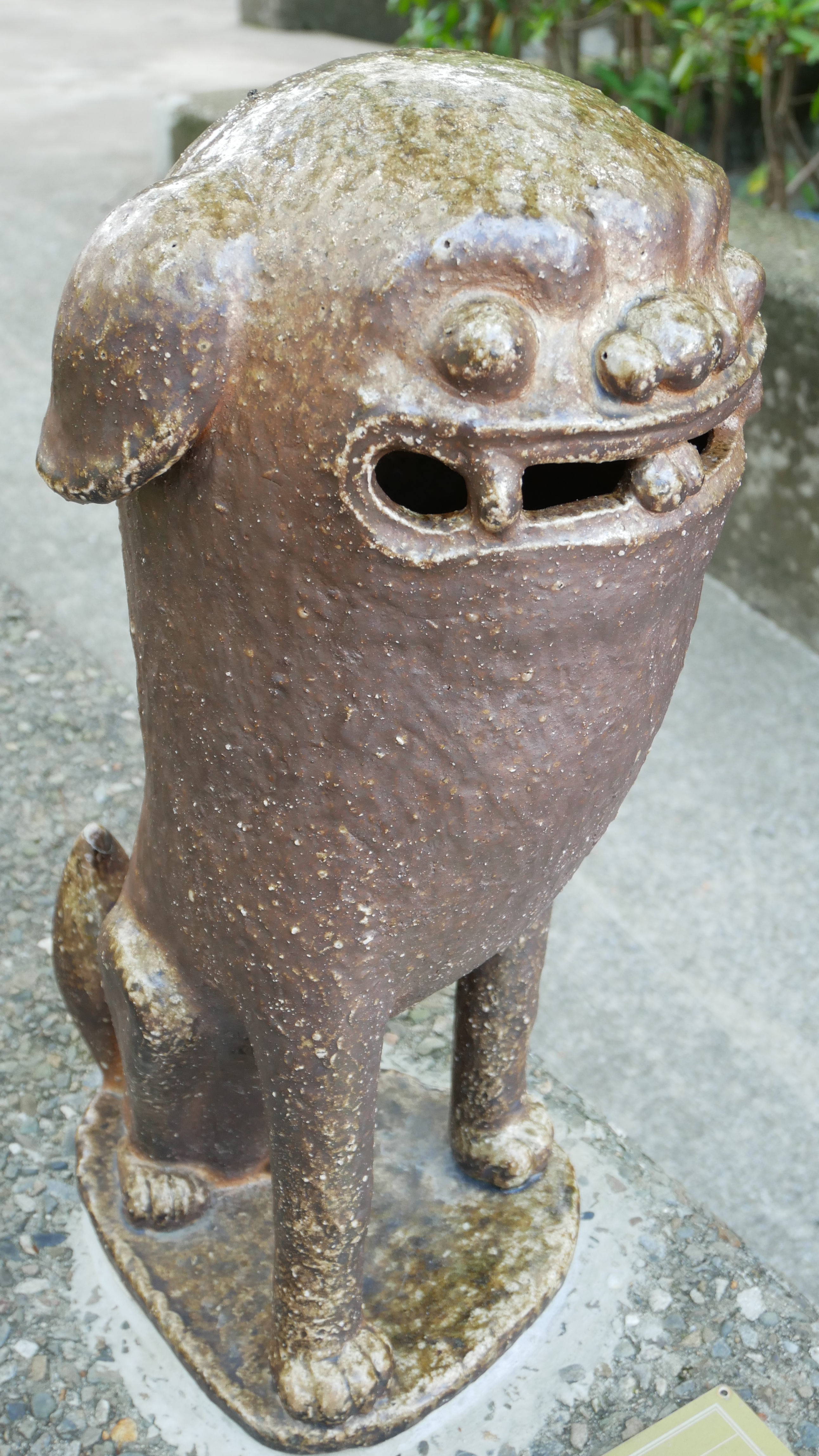
新北市立鶯歌陶瓷博物館陶瓷藝術園區風獅爺

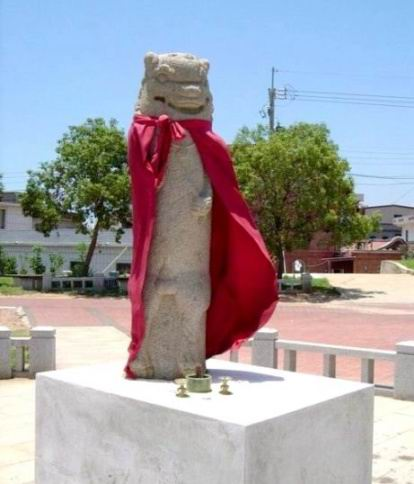
金湖鎮瓊林風獅爺。位環島北旁，保存完整，未加彩繪。以石材製造，面朝北，姿勢為直立，高度有189公分3432，面寬40公分。獅子的生殖器清晰可見，其形狀類似葫蘆，當地人提及金獅爺生殖器時，也會以金獅爺的葫蘆來稱呼

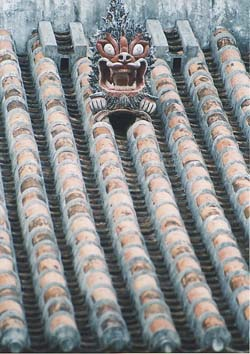
琉球民居屋頂上的風獅爺

風獅爺，又稱風獅、石獅爺、石獅公，琉球稱獅子（琉球語：／  * / ?），是中國大陸閩南、粤东，台灣以及琉球群島等地設立在建物的門或屋頂、村落的高台等處的獅子像，用來替人、家宅、村落避邪化煞。
相傳風獅爺的起源可以追溯至漢朝山越居民的神獸山貓爺，五胡亂華時期，中國本土戰亂頻傳，原本富裕的江南也蒙受其害，許多漢人紛紛渡海至金門躲避戰禍，其中也包括了原本閩浙地區的山越居民，當時第一批來金門的船隻由於東北季風肆虐而幾乎翻覆，居民於是拿出山貓爺獸像祈福，船隻頓時平穩，風止浪盡，於是同船的漢人便開始供奉此神像，又由於山貓爺長相魁梧，似萬獸之王獅的面相，因此也稱之為風獅爺。根據金門縣政府的統計，現存的風獅爺共有68座：金沙鎮41尊、金寧鄉8尊、金湖鎮13尊、金城鎮6尊。其造型推測是由廟宇門口的石獅形象演變而來，獅子為萬獸之王，自漢朝引進獅子之後，獅子的形象就用作辟邪招福的辟邪物（又稱厭勝物）。

## 起緣
福建南部風季長，風速高，其中金門一年中東北風長達九個月，每年十月至翌年三月期間的平均風速高達每秒四公尺以上。古代金門植被豐富，由地方志可知有四大林區，分別是.雙乳山、豐蓮、鵲山、太武山。但自元朝以來，因為大量砍伐森林來發展鹽業；到了明朝，中國沿海的海盜侵擾，金門又正值要衝，常遭到倭寇縱火燒林；鄭成功抵金之後，砍林造艦，實施堅壁清野戰術，種種因素致使植被遭受破壞，風害更加強烈，福建其他地區也受影響。當地居民為了防止風害，設立了風獅爺來鎮風止煞。一直到了民國時期，國民政府進駐金門，開始大量植林，風害始得改善。

## 造型
風獅爺的造型主要有立姿、蹲踞兩種，立姿在比例上四肢顯得細小，高度有高達385公分（安岐村風獅爺），最小有東珩風獅爺—30公分。刻工技巧粗糙細緻不一，主要在臉部表情，一般為圓眼凸出，獅鼻頭寬闊，呲咧大嘴，或露出牙齒。表情有凶悍、露齒含笑，也有猙獰像，或一臉稚氣。
手部有持筆、令旗、印、綾帶或錢幣等物。
背部有的不作雕飾，或在背部刻出中線，雕出整齊的鬃毛，尾巴上捲貼於背部，也有仰天咆嘯、欲撲向前、扭頭轉身等生動的動作。
因風獅爺為雄性，故其外露雄性生殖器，有的則不作出形狀，或以蘆葫遮掩或暗喻。
風獅爺本體、持物為石雕泥塑外，有的會特別繫上披風，多為紅色或黃色。

## 種類

### 屋頂風獅爺
屋頂風獅爺是因為設立在居家的屋頂上而得名，有些在獅背上有騎有一名武士，彎弓拉箭。在連橫《台灣通史．風俗志》曾有一段記載：「屋之上或立土偶，騎馬彎弓，狀甚威猛，是為蚩尤，謂可厭勝。」另外《新金門志》也有「人家屋上，每見有陶質瓦獸，作獅子張口狀，亦有作擐甲獎軍狀，名曰蚩尤。」這樣的一段話。又有人說是獅背上的武士是由封神榜中的申公豹或黃飛虎演變而來。
因為舊時屋頂多覆有瓦片，故屋頂風獅爺又稱瓦將軍，又有人稱之為鎮邪（煞）將軍
屋頂風獅爺的材質有陶塑、石雕、泥製，位於屋頂、屋脊、甚至嵌入牆壁，位在屋頂的以放在正廳的中脊上最多，除了背上坐有武士型的之外，也有單獅型。
|  |  |  |  |  |

### 村落風獅爺
村落風獅爺多座落在村莊四周的風口，金門現存的約有六十八尊。
典型的村落風獅爺設立於村落四隅，例如金門陽宅村的風獅爺，位置在村落的當風路口，故多面朝東北東至北方。金門大部分的村落僅有三座、兩座或一座風獅爺，是否因為年代久遠而傾圮已不可考。
材料有石製、水泥、黏土和磚石等。石材為多數，有花崗石、泉州白石，青草石。東珩風獅爺是水泥模型獅，也是最小的風獅爺。泥製風獅爺的做法是黏土塗灰泥，磚石則是外敷白灰。

#### 設立原因
- 鎮風煞：設立時間已不可考，相傳自清代，金門居民就有設置辟邪物鎮風止煞的情形，後來演變出獅子的造型。
- 祭煞：金門自古天災人禍不斷，常有傳出有妖魔鬼怪作祟，居民認為設風獅爺能鎮壓厲鬼，防止妖魔作祟。
- 剋制蟻害：白蟻可藉風力傳播，金門居民也藉其信仰來祈求蟻害的減少。
- 護風水與破解村落犯沖：
  - 呂厝風獅爺：金門著名的陳禎墓自建立以來，面向的呂厝村即禍事不斷，呂厝村的居民於是設立了的風獅爺，面向陳禎墓，用來破解風水。
  - 劉澳風獅爺：劉澳村設立風獅爺，是用來鎮水箭，防止水鬼作祟，保住錢財不被水帶走。
  - 山后風獅爺：位於山后村，風獅爺面西方，破解地勢較高的中堡村住宅的燕脊的風水。
  - 田墩風獅爺：田墩村設立風獅爺鎮吳坑的廟沖。

### 閩南風獅爺

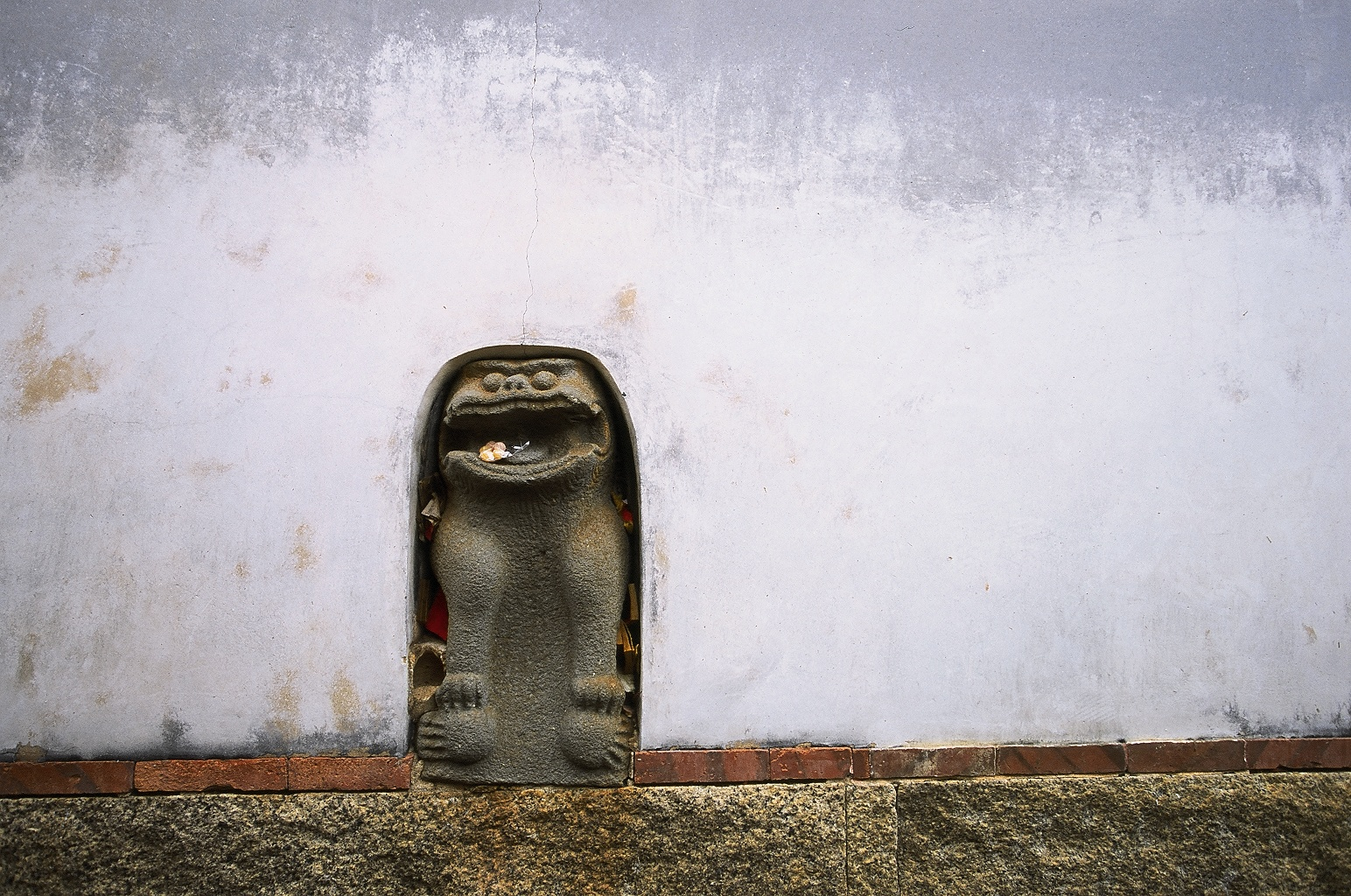
金門瓊林蔡氏家廟後牆上的風獅爺。嘴裡有民眾供奉的糖果。

#### 習俗
風獅爺的安置需要由法師舉行儀式，並利用白公雞開光，開光後的白公雞被放生，即使到田中食用作物，農民也不可將之驅離或傷害，但各村習俗不同，有些村莊會將開光後的白公雞活埋於風獅爺下。
倒立的風獅爺不能隨意立起，需擇日擇時，請法師依一定儀式安置，因此小古崗、東溪、頂蘭仍有倒立的風獅爺。

#### 祭祠
金門許多村莊在風獅爺生日或廟會要舉行祭祠，在風獅爺面前作醮演酬神戲。貢品有三牲、金帛、紅布、金花(春花)，法師念咒，敬三獻酒，將紅布綁在獅身上，給風獅爺穿上披肩是謝恩的方式。
農曆二、三月，包菜粿拜家中祖先和神明，祭畢取一兩個站在中庭把菜粿由門牆上方拋到屋外讓貓狗撿食，再將拜過祖先的菜粿拜風獅爺，塞一個在獅口中，或留一兩個在地上不帶回，又稱塞虎口，顯示民眾對風獅爺有像對虎一般的敬畏之心。
由現代福建人民對風獅爺的祈語可看出，風獅爺已由鎮風止煞轉為無所不能的萬能神，福建人會向風獅爺祈求闔家平安、事業順遂、作物豐收。

### 琉球獅子或沖繩獅子（シーサー）

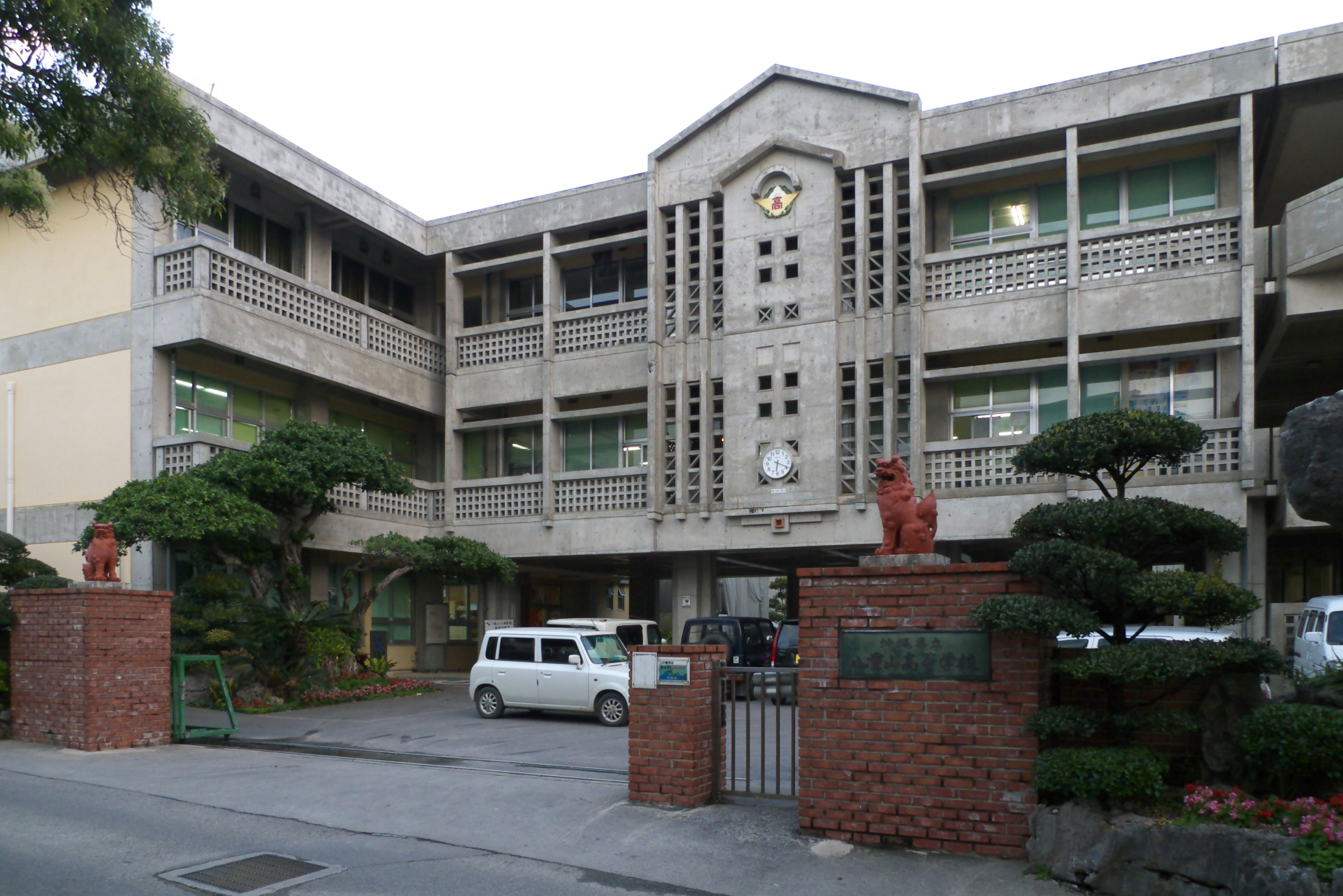
日本沖繩縣立八重山高等學校校門上的風獅爺

琉球國時代由明朝移居琉球的閩人三十六姓傳到沖繩，沖繩名稱的「日语： shīsā */?」是由琉球語沖繩方言發音的「獅子」而來。《球陽》記載，尚貞王時代的東風平郡富盛村屢次遭受火災，當地士族蔡應瑞（大田親雲上獻臣）提出設置面向八瀨嶽的屋頂獅子像作防火的風水用途。琉球狮子原本只設立單體，但是受到石獅子影響，也有成對的琉球狮子，開口閉口各一的造型則受到日本本土狛犬的影響。由於琉球王國時代對住宅建築形式有嚴格的等級限制，只有士族的住宅屋頂可用瓦葺，平民住宅屋頂只能用茅葺，因此獅子像初期只設立在寺社、城門、御嶽、上級士族宅第、貴族的墓陵、村落的出入口等處，因此當時只有士族屋頂才可設置風獅爺。至琉球國滅亡併入日本、明治時代廢藩置縣後，一般平民住宅才可使用瓦葺，民宅的屋頂也才開始設置琉球狮子，這段時間也是當地設置風獅爺的全盛時期。材質基本上以石材、陶器、灰泥、漆器為主，近年也出現水泥、青銅製品。

## 相關影視作品
- 2020年：電視劇《降魔的2.0》（香港無綫電視），由Ｃ君飾演風獅爺
- 2020年：電視動畫《吉伊卡哇》（日本富士電視台），由島袋美由利配音風獅

## 外部連結
- 沖繩獅子紀行 （页面存档备份，存于）
- 金門尋獅記
- 金門旅遊找風獅爺-風獅爺同樂會記 （页面存档备份，存于）
- 金門風獅爺——文化部文化資產局 （页面存档备份，存于）